# Інсалата ді нерветті
Інсалата ді нерветті (італ. Insalata di nervetti) — антипасто, італійська страва, типова для міланської кухні. Назва походить від слова «gnervetti» на міланському діалекті, яке означає сухожилля та хрящі яловичих ніжок.

## Історія
Салат з нерветті — це старовинний рецепт, який готували таверни, особливо ломбардські, щоб максимально використати всі частини яловичої туші.

## Інгредієнти
Для нерветті:
- Телячі ніжки 2,5 кг;
- Морква 50 г;
- Селера 50 г;
- Лавровий лист 5 листків;
- Чорний перець у зернах за смаком;
- Сіль;
- Оцет білий винний 50 г;

Для приправи:
- Червона цибуля 50 г;
- Маринований перець 80 гр;
- Петрушка 1 гілочка;
- Оливкова олія Extra-virgin 60 г;
- Чорний перець за смаком;
- Сіль за смаком;
- Оцет білий винний 40 г[2].

## Спосіб приготування
Яловичі ніжки ретельно миють під проточною водою. Потім ножем розділяють ніжки на шматочки, після цього ріжуть почищену селеру та моркву.У велику каструлю викладають м'ясо та овочі, потім додають лавровий лист і заливають великою кількістю води. Додають сіль, чорний перець та білий винний оцет і доводять до кипіння, накривши кришкою. Варять на повільному вогні близько двох з половиною годин, завжди тримаючи кришку на каструлі, після цього зливають воду, дають шматкам охолонути в ємності. Очищають кістки руками. Розрізають нерветті на тонкі смужки, збирають їх у скляну ємність і дають їм охолонути протягом години. Якщо ніжки застигали із залишками води, утворюється товстий шар желе, який нарізають товстими довгими шматками. Тонко нарізають цибулю, очищену від шкірки і позбавлену серцевини, тобто центральної частини. Потім нарізають маринований перець соломкою і додають нерветті до цибулі і перцю. Приправляють олією, сіллю і чорним перцем і добре перемішують. Подрібнюють петрушку, попередньо промиту і висушену, і додають її в салат разом з оцтом. Перемішують ще і на цьому етапі інсалата ді нерветті готовий до вживання. Крім класичного варіанту у салат можуть додавати квасолю або оливки без кісточок, каперси тощо.